# Tournoi de tennis de Belgique

Le tournoi de Belgique est un tournoi de tennis féminin du circuit professionnel WTA.
L'épreuve s'est tenue à neuf reprises sur terre battue, de 1987 à 2002, dans différentes villes, notamment Anvers et Bruxelles.

## Palmarès

### Simple
| No | Date       | Nom et lieu du tournoi                    | Catégorie      | Dotation       | Surface        | Vainqueure       | Finaliste        | Score          |                |
| -- | ---------- | ----------------------------------------- | -------------- | -------------- | -------------- | ---------------- | ---------------- | -------------- | -------------- |
| 1  | 06-07-1987 | Belgian Open, Knokke                      |                | 75 000 $       | Terre (ext.)   | Kathleen Horvath | Bettina Bunge    | 6-1, 7-6       | Tableau        |
| 2  | 11-07-1988 | Belgian Open, Bruxelles                   | Tier V         | 75 000 $       | Terre (ext.)   | Arantxa Sánchez  | Raffaella Reggi  | 6-0, 7-5       | Tableau        |
| 3  | 17-07-1989 | Belgian Open, Bruxelles                   | Tier V         | 100 000 $      | Terre (ext.)   | Radka Zrubáková  | Mercedes Paz     | 7-6, 6-4       | Tableau        |
|    | 1990-1991  | Pas de tournoi                            | Pas de tournoi | Pas de tournoi | Pas de tournoi | Pas de tournoi   | Pas de tournoi   | Pas de tournoi | Pas de tournoi |
| 4  | 04-05-1992 | Belgian Open, Waregem                     | Tier V         | 100 000 $      | Terre (ext.)   | Wiltrud Probst   | Meike Babel      | 6-2, 6-3       | Tableau        |
| 5  | 03-05-1993 | Belgian Open, Liège                       | Tier IV        | 100 000 $      | Terre (ext.)   | Radka Bobková    | Karin Kschwendt  | 6-3, 4-6, 6-2  | Tableau        |
|    | 1994-1998  | Pas de tournoi                            | Pas de tournoi | Pas de tournoi | Pas de tournoi | Pas de tournoi   | Pas de tournoi   | Pas de tournoi | Pas de tournoi |
| 6  | 10-05-1999 | Flanders Open, Anvers                     | Tier IVb       | 112 500 $      | Terre (ext.)   | Justine Henin    | Sarah Pitkowski  | 6-1, 6-2       | Tableau        |
| 7  | 15-05-2000 | Mexx Sport Benelux Open, Anvers           | Tier IVa       | 140 000 $      | Terre (ext.)   | Amanda Coetzer   | Cristina Torrens | 4-6, 6-2, 6-3  | Tableau        |
| 8  | 13-05-2001 | TennisCup Vlaanderen, Anvers              | Tier V         | 110 000 $      | Terre (ext.)   | Barbara Rittner  | Klára Koukalová  | 6-3, 6-2       | Tableau        |
| 9  | 08-07-2002 | French Community Championships, Bruxelles | Tier IV        | 140 000 $      | Terre (ext.)   | Myriam Casanova  | Arantxa Sánchez  | 4-6, 6-2, 6-1  | Tableau        |

### Double
| No | Date       | Nom et lieu du tournoi                   | Catégorie      | Dotation       | Surface        | Vainqueures                        | Finalistes                         | Score          |                |
| -- | ---------- | ---------------------------------------- | -------------- | -------------- | -------------- | ---------------------------------- | ---------------------------------- | -------------- | -------------- |
| 1  | 06-07-1987 | Belgian Open Knokke                      |                | 75 000 $       | Terre (ext.)   | Bettina Bunge Manuela Maleeva      | Kathleen Horvath Marcella Mesker   | 4-6, 6-4, 6-4  | Tableau        |
| 2  | 11-07-1988 | Belgian Open Bruxelles                   | Tier V         | 75 000 $       | Terre (ext.)   | Mercedes Paz Tine Scheuer-Larsen   | Katerina Maleeva Raffaella Reggi   | 7-6, 6-1       | Tableau        |
| 3  | 17-07-1989 | Belgian Open Bruxelles                   | Tier V         | 100 000 $      | Terre (ext.)   | Manon Bollegraf Mercedes Paz       | Carin Bakkum Simone Schilder       | 6-1, 6-2       | Tableau        |
|    | 1990-1991  | Pas de tournoi                           | Pas de tournoi | Pas de tournoi | Pas de tournoi | Pas de tournoi                     | Pas de tournoi                     | Pas de tournoi | Pas de tournoi |
| 4  | 04-05-1992 | Belgian Open Waregem                     | Tier V         | 100 000 $      | Terre (ext.)   | Manon Bollegraf Caroline Vis       | Elena Bryukhovets Petra Langrová   | 6-4, 6-3       | Tableau        |
| 5  | 03-05-1993 | Belgian Open Liège                       | Tier IV        | 100 000 $      | Terre (ext.)   | Radka Bobková Maria Jose Gaidano   | Ann Devries Dominique Monami       | 6-4, 2-6, 7-6  | Tableau        |
|    | 1994-1998  | Pas de tournoi                           | Pas de tournoi | Pas de tournoi | Pas de tournoi | Pas de tournoi                     | Pas de tournoi                     | Pas de tournoi | Pas de tournoi |
| 6  | 10-05-1999 | Flanders Open Anvers                     | Tier IVb       | 112 500 $      | Terre (ext.)   | Laura Golarsa Katarina Srebotnik   | Louise Pleming Meghann Shaughnessy | 6-4, 6-2       | Tableau        |
| 7  | 15-05-2000 | Mexx Sport Benelux Open Anvers           | Tier IVa       | 140 000 $      | Terre (ext.)   | Sabine Appelmans Kim Clijsters     | Jennifer Hopkins Petra Rampre      | 6-1, 6-1       | Tableau        |
| 8  | 13-05-2001 | TennisCup Vlaanderen Anvers              | Tier V         | 110 000 $      | Terre (ext.)   | Els Callens Virginia Ruano Pascual | Kristie Boogert Miriam Oremans     | 6-3, 3-6, 6-4  | Tableau        |
| 9  | 08-07-2002 | French Community Championships Bruxelles | Tier IV        | 140 000 $      | Terre (ext.)   | Barbara Schwartz Jasmin Wöhr       | Tathiana Garbin Arantxa Sánchez    | 6-2, 0-6, 6-4  | Tableau        |